# Glückauf-Stadion (Brieske)
Glückauf-Stadion – nieistniejący już stadion sportowy w Senftenbergu (w części miasta Brieske), w Niemczech. Został otwarty 4 listopada 1953 roku i zlikwidowany w połowie lat 90. XX wieku. Mógł pomieścić do 35 000 widzów. Swoje spotkania rozgrywali na nim piłkarze klubu BSG  Aktivist  Brieske-Ost.
Stadion został otwarty 4 listopada 1953 roku. Na otwarcie gospodarze, drużyna BSG  Aktivist  Brieske-Ost, zmierzyła się przy udziale 35 000 publiczności z radzieckim Torpedo Moskwa (0:5). Zespół BSG  Aktivist  Brieske-Ost grał wówczas w Oberlidze NRD (najwyższy poziom rozgrywkowy). W 1956 roku klub zdobył wicemistrzostwo kraju, a w roku 1958 zajął w tabeli 3. miejsce. W sezonie 1962/1963 zespół spadł jednak z ligi, a piłkarzy oddelegowano do Chociebuża, gdzie zasilili nowo powstały klub SC Cottbus. Schedę po BSG Aktivist przejął istniejący w Brieske od 1954 roku klub zakładowy. Równolegle inny zespół piłkarski działał także w centrum Senftenberga. W 1972 roku obie drużyny połączyły się, tworząc BSG Aktivist Brieske-Senftenberg. Z czasem klub (po zjednoczeniu Niemiec przemianowany na FSV Glückauf Brieske-Senftenberg) zaczął grywać na położonym niecałe pół kilometra na południe stadionie Elsterkampfbahn. Ostatecznie w latach 1995–1996 Glückauf-Stadion został zlikwidowany, a na jego miejscu wybudowano osiedle mieszkaniowe. Nowa ulica biegnąca śladem dawnej stadionowej bieżni nosi nazwę Im Alten Stadion. W latach 1956–1974 organizowano na Glückauf-Stadion również zawody żużlowe.